# Marek Różycki (1922–1995)
Marek Różycki senior (ur. 22 sierpnia 1922 w Biłgoraju, zm. 25 kwietnia 1995 w Warszawie) – polski dziennikarz, publicysta, reporter, komentator, felietonista, autor nowel i opowiadań.

## Życiorys
Był synem Antoniego Rola Różyckiego i Wandy Różyckiej z domu Monkiewicz oraz ojcem Marka Różyckiego juniora.
W 1945 roku rozpoczął studia na Wydziale Filozofii Uniwersytetu Jagiellońskiego w Krakowie, nie zakończone obroną pracy dyplomowej. Jan Marek Różycki nie używał swojego pierwszego imienia w późniejszej pracy dziennikarskiej.

## Kariera dziennikarska
Marek Różycki senior przez 44 lata był dziennikarzem „Życia Warszawy” (1947-1991) i jednym z założycieli tego tytułu. W latach 1955–1968 był korespondentem Życia Warszawy w Zakopanem oraz południowej Polsce; następnie kierował działem społecznym oraz działem ekspertów Dziś telefon – jutro odpowiedź; przez wiele lat – do 1990r – pełnił także funkcję sekretarza redakcji.
Zakładał mutację „Życia Warszawy” – „Życie Radomskie”. Był wydawcą niemieckiej edycji "Życia Warszawy" w Berlinie Wschodnim w latach 1976–1978. Przez wiele lat współpracował z „Muzyką i Aktualnościami” programu I Polskiego Radia, gdzie prowadził dział „Kartka z Zakopanego od Marka Różyckiego”. Współpracował z  m.in. „Echem Krakowa”, „Gazetą Krakowską”, „Życiem Literackim”, „Przekrojem”, „Przygodą” – dodatkiem „Życia Warszawy” – gdzie m.in. pisał opowiadania oraz z chicagowskim Magazynem „Relax”, na którego to łamach pisał przez wiele lat felietony Zapiski reemigranta pod pseudonimem Andrzej Monkiewicz, a także francuskim „L’Équipe”.
Jako dziennikarz posługiwał się pseudonimami: Andrzej Poleski, Andrzej Monkiewicz; teksty, felietony podpisywał także skrótem: marr, emer.

## Działalność społeczna
Był pomysłodawcą ogólnopolskich akcji na łamach „Życia Warszawy”, które podchwyciła TVP m.in.: „Bank Doświadczeń oraz Inicjatyw Miast”, "Turniej Miast", „Zwyczajni niezwyczajni”, „Żyjmy zgodniej”, gościnnym wykładowcą na Wydziale Dziennikarstwa Uniwersytetu Warszawskiego w latach 80. XX w. oraz członkiem Stowarzyszenia Dziennikarzy Polskich i Stowarzyszenia Dziennikarzy RP (od 1982).

## Odznaczenia
- Złoty Krzyż Zasługi /nr: 1769-74-36/,
- Krzyż Kawalerski Orderu Odrodzenia Polski /nr: 3135-79-12/